# Дифференциальные уравнения Лагранжа и Клеро
Дифференциальным уравнением называется соотношение, связывающее переменную величину {\displaystyle x},
искомую функцию {\displaystyle y} и её производные, то есть соотношение вида:
{\displaystyle \Phi (x,y',y'',...,y^{(n)})=0}
Дифференциальные уравнения находят широчайшее применение в различных областях науки и техники. Они возникают при решении задач, когда устанавливается взаимосвязь между функцией {\displaystyle y} от переменной {\displaystyle x} и её производными.

## Дифференциальное уравнение Лагранжа
Рассмотрим дифференциальное уравнение первого порядка следующего вида
{\displaystyle y=x\varphi (y')+\psi (y')}
где {\displaystyle \varphi } и {\displaystyle \psi } — известные функции от {\displaystyle y'}, причём считаем, что функция {\displaystyle \varphi (y')} отлична от {\displaystyle y'}. Такого вида уравнение называют уравнением Лагранжа. Оно является линейным относительно переменных {\displaystyle x} и {\displaystyle y}.
Такое дифференциальное уравнение приходится решать, как говорят, методом введения вспомогательного параметра. Найдём его общее решение, введя параметр {\displaystyle y'=p}.
Тогда уравнение можно записать в виде:
{\displaystyle y=x\varphi (p)+\psi (p)} {\displaystyle \longleftrightarrow } {\displaystyle (1)}

Замечая, что {\displaystyle p={dy \over dx}} продифференцируем обе части этого уравнения по {\displaystyle x}:
{\displaystyle p=\varphi (p)+[x\varphi '(p)+\psi '(p)]{dp \over dx}}
Преобразуем его в виде
{\displaystyle p-\varphi (p)=[x\varphi '(p)+\psi '(p)]{dp \over dx}} {\displaystyle \longleftrightarrow } {\displaystyle (2)}
Уже сейчас из этого уравнения можно найти некоторые решения, если заметить, что оно обращается в верное равенство при всяком постоянном значении {\displaystyle p=p_{0}}, удовлетворяющему условию {\displaystyle p_{0}-\varphi (p_{0})=0}. В самом деле, при любом постоянном значении
{\displaystyle p}, производная {\displaystyle {dp \over dx}} тождественно обращается в нуль и тогда обе части уравнения можно приравнять к нулю.
Решение, соответствующее каждому значению {\displaystyle p=p_{0}}, то есть,
{\displaystyle {dy \over dx}=p_{0}}, является линейной функцией от {\displaystyle x}, поскольку
производная {\displaystyle {dy \over dx}}, постоянна только у линейных функций. Чтобы найти эту функцию, достаточно подставить в равенство {\displaystyle (1)} значение {\displaystyle p=p_{0}}, то есть
{\displaystyle y=x\varphi (p_{0})+\psi (p_{0})}.
Если окажется, что это решение не получается из общего ни при каком значении произвольной постоянной, то оно будет являться особым решением.
Найдём теперь общее решение. Для этого запишем уравнение {\displaystyle (2)} в виде
{\displaystyle {dx \over dp}-x{\varphi '(p) \over p-\varphi (p)}={\psi '(p) \over p-\varphi (p)}}
и будем считать {\displaystyle x}, как функцию от {\displaystyle p}. Тогда полученное уравнение есть не что иное как линейное дифференциальное уравнение относительно функции {\displaystyle x} от {\displaystyle p}. Решая его, найдём
{\displaystyle x=\omega (p,C)} {\displaystyle \longleftrightarrow } {\displaystyle (3)}
Исключая параметр {\displaystyle p} из уравнений {\displaystyle (1)} и {\displaystyle (3)} найдём общий интеграл уравнения {\displaystyle (1)} в виде
{\displaystyle \Phi (x,y,C)=0}.

## Дифференциальное уравнение Клеро
Рассмотрим дифференциальное уравнение следующего вида
{\displaystyle y=xy'+\psi (y')} {\displaystyle \longleftrightarrow } {\displaystyle (1)}
Такое уравнение носит название уравнения Клеро.
Легко видеть, что уравнение Клеро — частный случай уравнения Лагранжа, когда {\displaystyle \varphi (y')=y'}. Интегрируется оно так же путём введения вспомогательного параметра. 
Положим {\displaystyle y'={dy \over dx}=p}. Тогда
{\displaystyle y=xp+\psi (p)} {\displaystyle \longleftrightarrow } {\displaystyle (2)}
Продифференцируем это уравнение по {\displaystyle x}, так же, как это делали с уравнением Лагранжа, замечая, что {\displaystyle p={dy \over dx}}, пишем
{\displaystyle p=x{dp \over dx}+p+\psi '(p){dp \over dx}}
Преобразуем его к виду
{\displaystyle [x+\psi '(p)]{dp \over dx}=0}
Приравнивая каждый множитель к нулю, получим
{\displaystyle {dp \over dx}=0} {\displaystyle \longleftrightarrow } {\displaystyle (3)}
и
{\displaystyle [x+\psi '(p)]=0} {\displaystyle \longleftrightarrow } {\displaystyle (4)}
Интегрируя уравнение {\displaystyle (3)} получим {\displaystyle p=C=const}. Подставим значение {\displaystyle p} в уравнение {\displaystyle (2)} найдём его общий интеграл
{\displaystyle y=xC+\psi (C)} {\displaystyle \longleftrightarrow } {\displaystyle (5)}
С геометрической точки зрения, этот интеграл представляет собой семейство прямых линий. Если из уравнения {\displaystyle (4)} найдём {\displaystyle p} как функцию от {\displaystyle x}, затем подставим её в уравнение {\displaystyle (2)}, то получим функцию
{\displaystyle y=xp(x)+\psi [p(x)]} {\displaystyle \longleftrightarrow } {\displaystyle (6)}
Которая, как легко показать, является решением уравнения {\displaystyle (1)}. Действительно, в силу равенства {\displaystyle (4)} находим
{\displaystyle {dy \over dx}=p+[x+\psi '(p)]{dp \over dx}}
Но поскольку {\displaystyle [x+\psi '(p)]{dp \over dx}=0}, то {\displaystyle {dy \over dx}=p}.
Поэтому подставляя функцию {\displaystyle (6)} в уравнение {\displaystyle (1)}, получаем тождество
{\displaystyle xp+\psi (p)=xp+\psi (p)}.
Решение {\displaystyle (6)} не получается из общего интеграла {\displaystyle (5)} ни при каком значении произвольной постоянной {\displaystyle C}. Это решение — есть особое решение, которое получается вследствие исключения параметра {\displaystyle p} из уравнений
{\displaystyle y=xp+\psi (p)} и {\displaystyle x+\psi '(p)=0}
или, что без разницы, исключением {\displaystyle C} из уравнений
{\displaystyle y=xC+\psi (C)} и {\displaystyle x+\psi '(C)=0}
Следовательно, особое решение уравнения Клеро определяет огибающую семейства прямых, заданных
общим интегралом {\displaystyle (5)}.

### Приложения уравнения Клеро.
К уравнению Клеро приводят геометрические задачи, где требуется определить кривую по заданному свойству её касательной, причём это свойство должно относиться к самой касательной, а не к точке касания. В самом деле, уравнение касательной имеет вид
{\displaystyle Y-y=y'(X-x)}
или
{\displaystyle Y=y'X+(y-xy')}
Любое свойство касательной выражается соотношением между {\displaystyle (y-xy')} и {\displaystyle y'}:
{\displaystyle \Phi (y-xy',y')=0}
Решая его относительно {\displaystyle (y-xy')}, придём к уравнению вида
{\displaystyle y=xy'+\psi (y')}, то есть ни к чему иному, как к уравнению Клеро.